# Trzemeśnia
Trzemeśnia – wieś w Polsce, położona w województwie małopolskim, w powiecie myślenickim, w gminie Myślenice.
W latach 1975–1998 wieś położona była w województwie krakowskim.

## Położenie geograficzne
Trzemeśnia znajduje się na Pogórzu Wiśnickim, na granicy z Beskidem Makowskim. Zajmuje dolinę potoku Trzemeśnianka oraz stoki wzniesień:
- zachodnia część Pasma Glichowca (Pogórze Wielickie)
- Grodzisko (520 m)
- Krowia Góra (456 m)
- Śliwnik (620 m)
- Kamiennik Północny (Beskid Makowski) (785 m)

## Integralne części wsi
| SIMC    | Nazwa      | Rodzaj    |
| ------- | ---------- | --------- |
| 0328380 | Brzeg      | część wsi |
| 0328396 | Janiówka   | część wsi |
| 0328404 | Krupówka   | część wsi |
| 0328410 | Kwintówka  | część wsi |
| 0328427 | Morycówka  | część wsi |
| 0328433 | Radlanki   | część wsi |
| 0328440 | Zakościele | część wsi |

## Historia
Przypuszcza się, że wspominana w 1347 roku wieś Marcinowa Wola to Crzemessna (Trzemeśnia) – z późniejszej relacji w 1364 roku. Była wówczas podzielona między trzech posiadaczy: Sezama z Grodźca i jego brata stryjecznego, Birowę z Łęk, którzy połowę wsi sprzedali Wierzbięcie z Małoszowa. Aż do końca XV wieku tak podzielona wieś należała do rodu Gryfitów, którego przedstawiciele przybierali różne nazwiska oraz – w częściach – do innych właścicieli. Trzemeśnia graniczy z takimi miejscowościami jak: Zasań, Łęki, Bulina, Poręba.
Obecnie Trzemeśnia jest miejscowością, w której turystyka niemal zamarła, przebywają tu tylko stali bywalcy. W Trzemeśni znajduje Szkoła Podstawowa im. ks. prof. Józefa Tischnera oraz drewniany kościółek pod wezwaniem św. Klemensa mający ponad 200 lat. Obok wybudowany został nowy w stylu neogotyckim – pod wezwaniem Matki Bożej Pocieszenia.
W Trzemeśni funkcjonuje też Klub Sportowy LKS Skalnik Trzemeśnia (A klasa).

## Galeria zdjęć

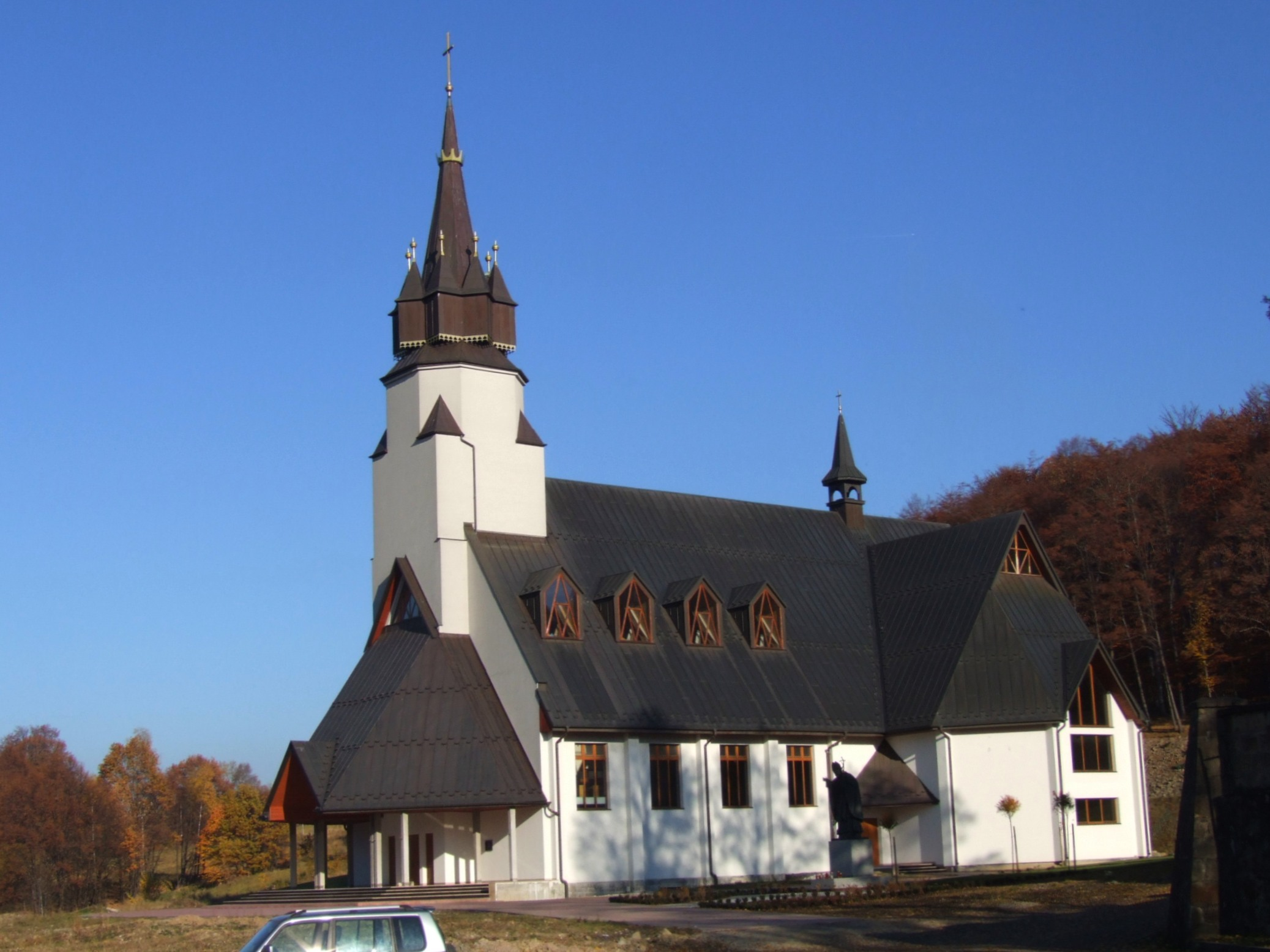
Nowy kościół
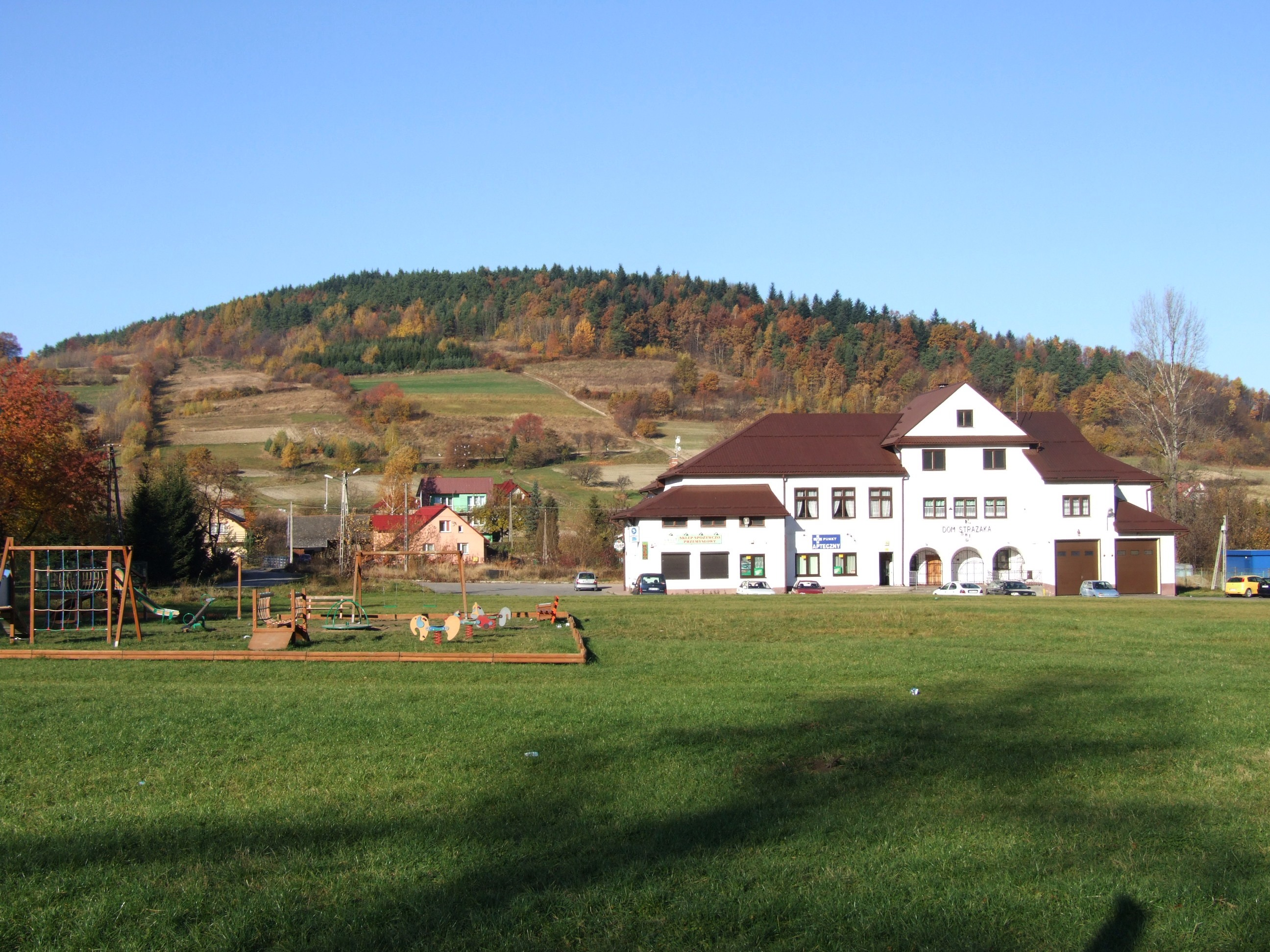
Remiza OSP
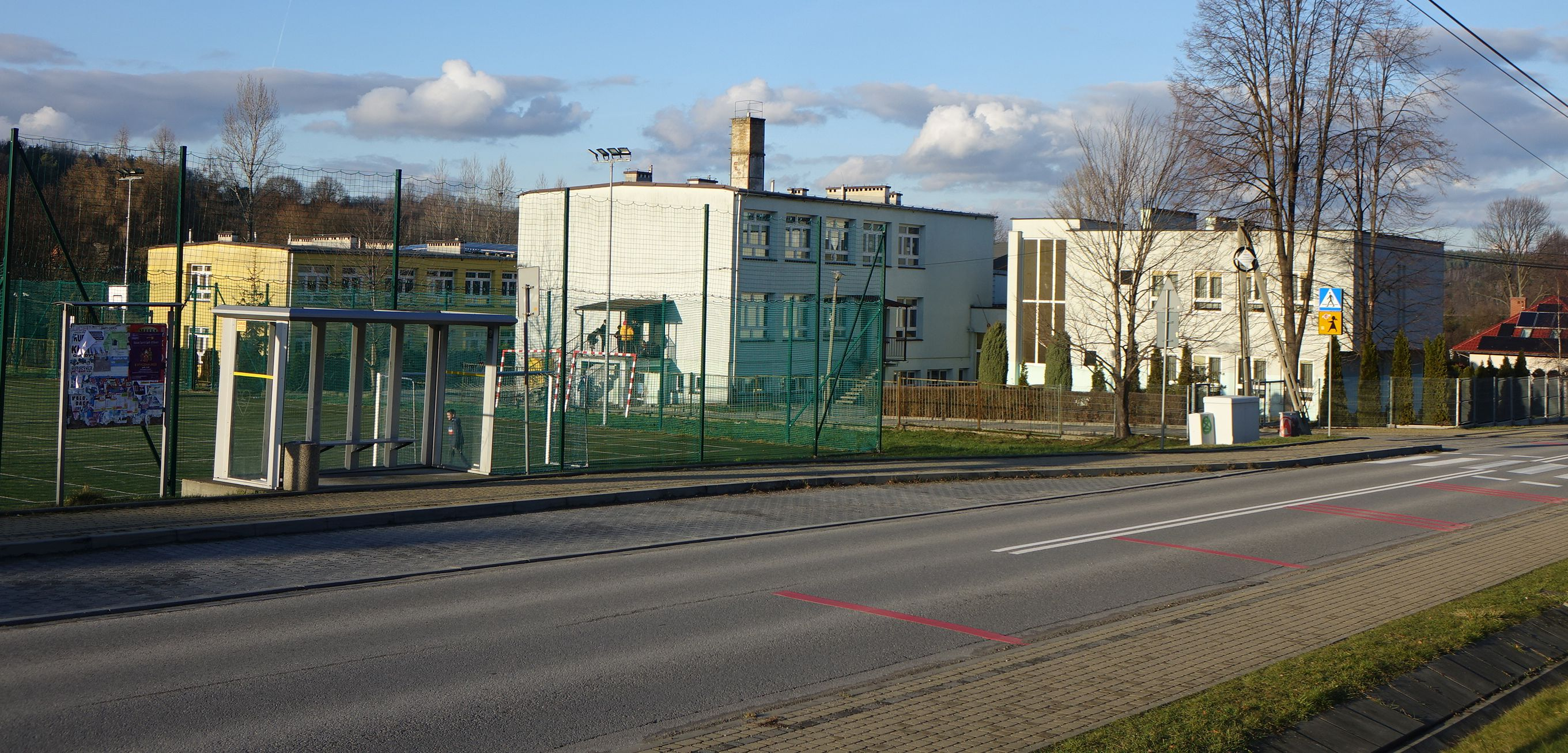
Szkoła
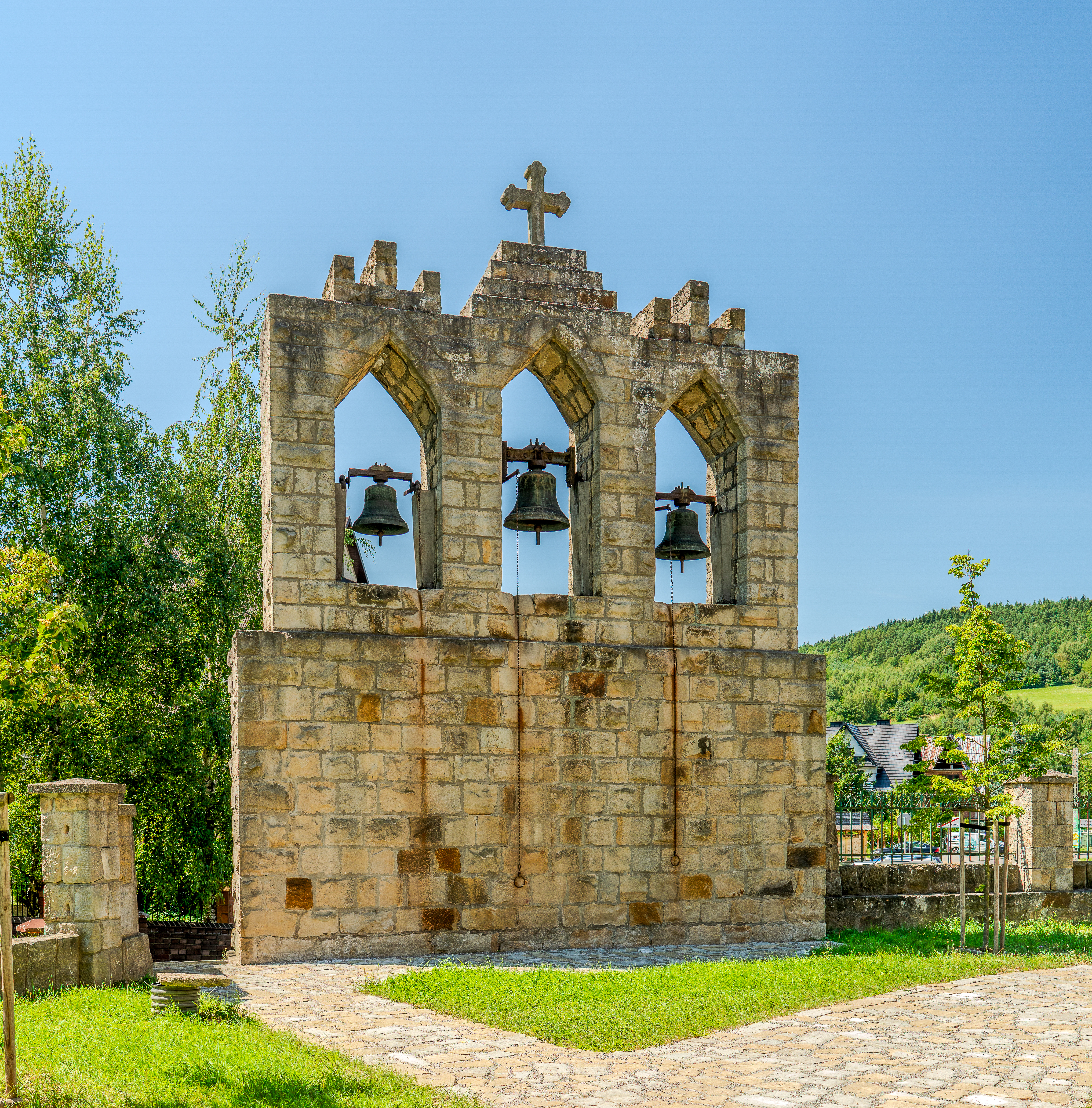
Dzwonnica parawanowa

## Klimat
Występuje tu klimat umiarkowanie ciepły. Tylko w niektórych przypadkach 60% w ciągu roku napływa, przynoszące opady powietrze polarno-morskie. W lecie występują opady znacznie intensywniejsze niż w okresie zimowym. Opady letnie wynoszą 75% rocznej sumy, co wpływa korzystnie na roślinność.
Przeważają wiatry pd.-zach. Okres zimowy zaczyna się w połowie listopada, a kończy na początku kwietnia.

## Wody
Przez Trzemeśnię przepływa potok Trzemeśnianka mająca swoje źródła pod Przełęczą Suchą. Charakteryzuje się dużą ruchliwością i szybko reaguje na opady. Na przełomie okresu zimowego i letniego (czyli marzec i kwiecień) występuje tzw. zasilanie roztopowe, natomiast w porze letniej zasilanie deszczowe, co wpływa korzystnie na roślinność. Regulacja rzeki chroni zbocza przed niszczeniem w czasie dużych opadów.